# Jerzy Dziuban
Jerzy Marcin Dziuban (ur. 20 kwietnia 1944 w Stąporkowie, zm. 20 września 2022 w Warszawie) – polski urzędnik państwowy, w latach 1997–1998 podsekretarz stanu w Ministerstwie Spraw Wewnętrznych i Administracji.

## Życiorys
Syn Włodzimierza i Władysławy, zamieszkał w Warszawie. Pracował w Ministerstwie Spraw Wewnętrznych i Administracji, gdzie kierował biurem kadr i szkolenia. Od 5 listopada 1997 do 5 stycznia 1998 był podsekretarzem stanu w MSWiA, odpowiedzialnym za wdrożenie reformy administracyjnej na terenie województwa podkarpackiego. Później został likwidatorem Centralnego Zarządu Służby Zdrowia MSWiA, a także członkiem władz spółdzielni budownictwa mieszkaniowego.
W 1999 otrzymał Złoty Krzyż Zasługi.